# Ornai (Cotolau)
Ornai ist eine osttimoresische Aldeia im Suco Cotolau (Verwaltungsamt Laulara, Gemeinde Aileu). 2015 lebten in der Aldeia 398 Menschen.

## Geographie und Einrichtungen
Die Aldeia Ornai liegt im Westen des Sucos Cotolau. Östlich befinden sich die Aldeias Ramerlau und Cotolau. Im Süden grenzt Ornai an den Suco Madabeno, im Südwesten an den Suco Tohumeta und im Norden an die Gemeinde Dili mit ihrem Suco Dare (Verwaltungsamt Vera Cruz). An der Straße, die Ornai von Nordost nach Südwest im Zentrum durchquert, sind die Häuser der Siedlungen Ornai und Borolete aufgereiht. Der Berg Foho Fatossuka (856 m) bildet die Nordspitze der Aldeia. Westlich von Borolete befindet sich der Wasserfall Tuda Tiris (Be Tuda Tiris).
Im Ort Ornai befindet sich das Haus des Chefe de Suco von Cotolau und in Borolete das Gabriel de Deus-Monument und die Kapelle São José Operário.